# Groupe du Puez
Le groupe du Puez  (Puezgruppe en allemand, gruppo del Puez en italien) est un chaînon montagneux du nord-ouest des Dolomites, situé dans le Tyrol du Sud en Italie.

## Géographie

### Situation
Le groupe du Puez est délimité au sud de par le val Gardena et à l'est par le val Badia. La jonction entre ces deux vallées, le col Gardena, sépare le groupe du Puez du groupe du Sella. Au nord, les élévations descendent dans le val de Lungiarü. Au nord-ouest, le forcella della Roa forme la transition vers le groupe des Odle, avec lequel il est souvent combiné pour former le groupe Puez-Odle. Le Cislesbach forme la frontière ouest du chaînon.
Le groupe du Puez est situé dans les municipalités de Santa Cristina Valgardena, Selva di Val Gardena, Corvara, Badia et San Martino in Badia et est presque entièrement protégé dans le parc naturel Puez - Odle.

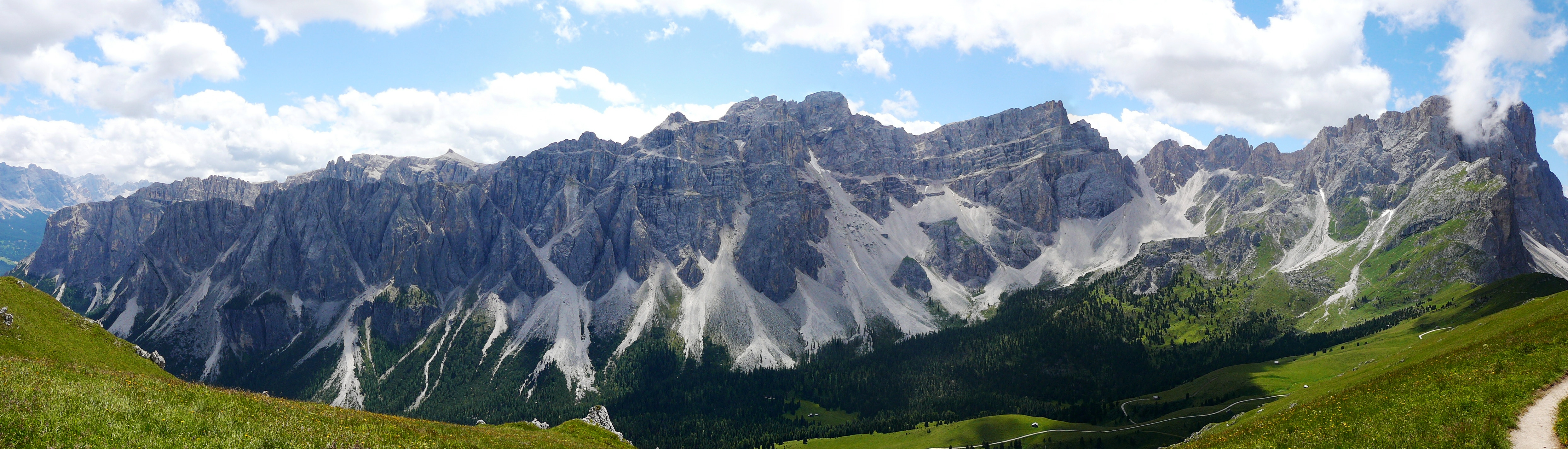
Panorama du groupe du Puez depuis le nord.

### Géomorphologie
Dans la partie sud-ouest se trouvent le Monte Stevia et le Col dala Pieres ; dans la partie nord se trouvent les plus hauts sommets du groupe avec le Piz de Puez (2 913 m), le Piz Duleda (2 909 m) et le Puezkofel (2 723 m), au pied duquel se trouve le refuge Puez (2 474 m).
La partie orientale se compose principalement du vaste plateau Gardenazza avec son paysage lunaire comprenant de vastes pâturages et des éboulis où d'importantes découvertes d'ammonite ont été faites. De là, les contreforts bifurquent vers le nord-est. Le plateau est surmonté au sud-est par le Sassongher (2 665 m).

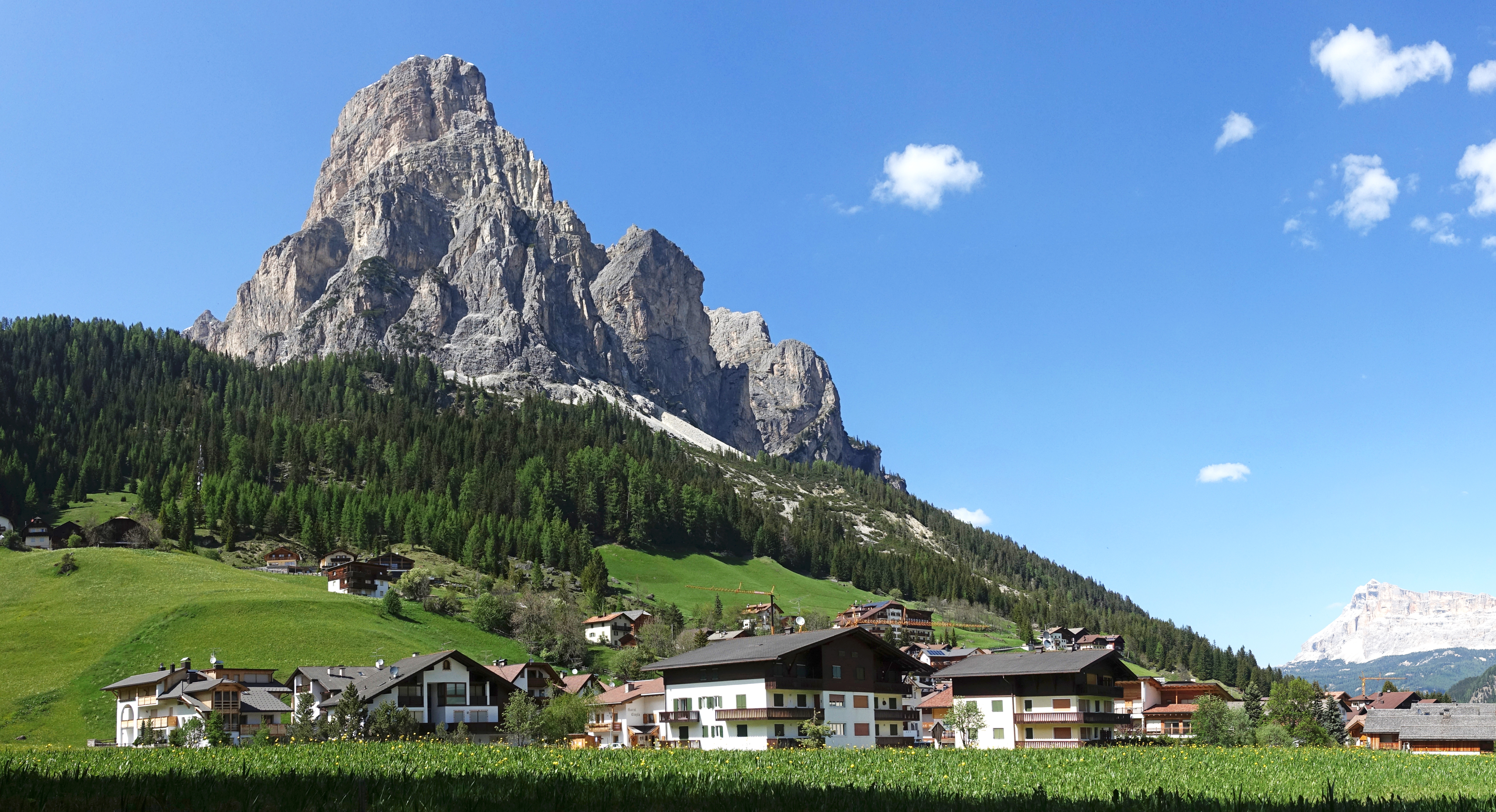
Sassongher.
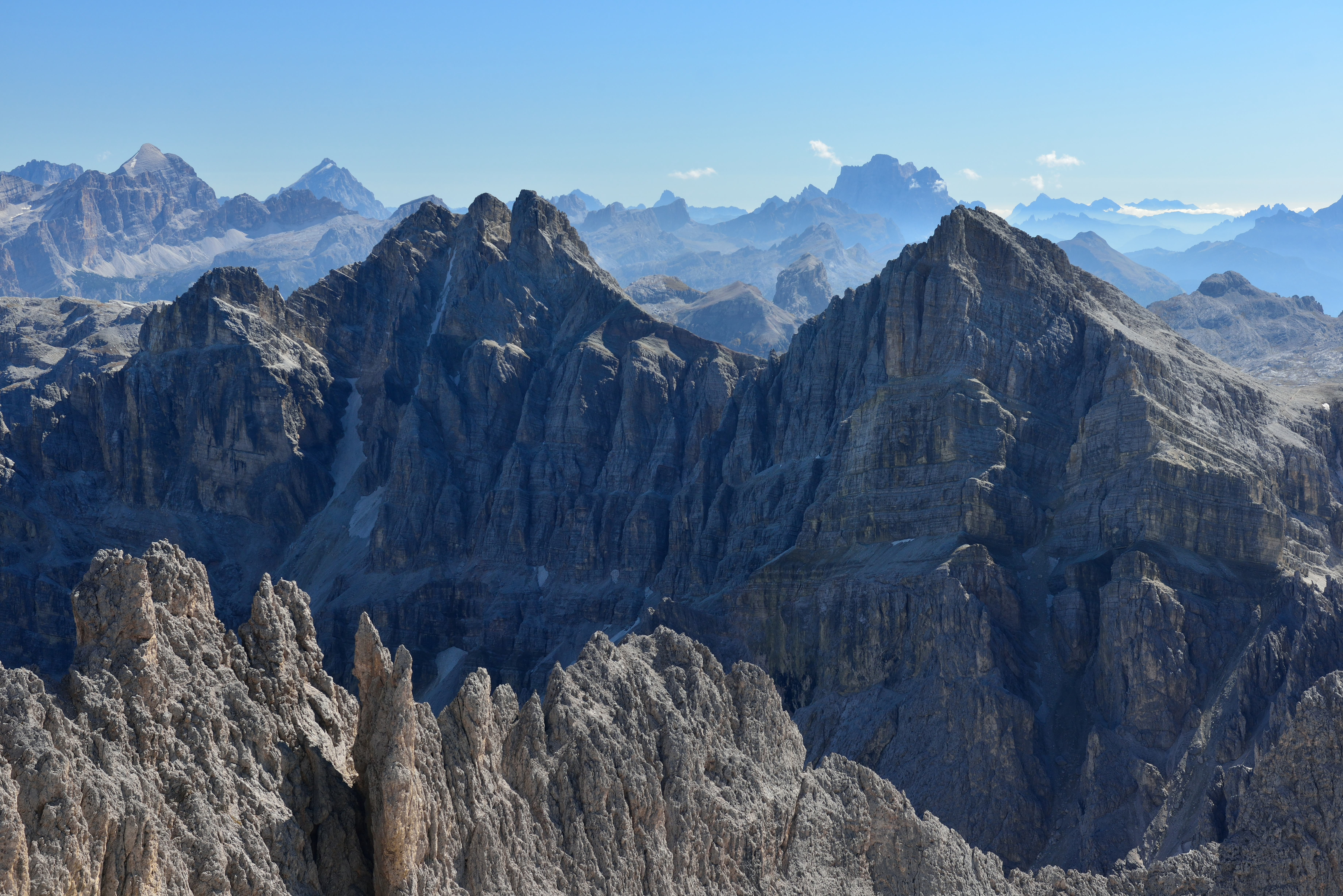
Piz de Puez.
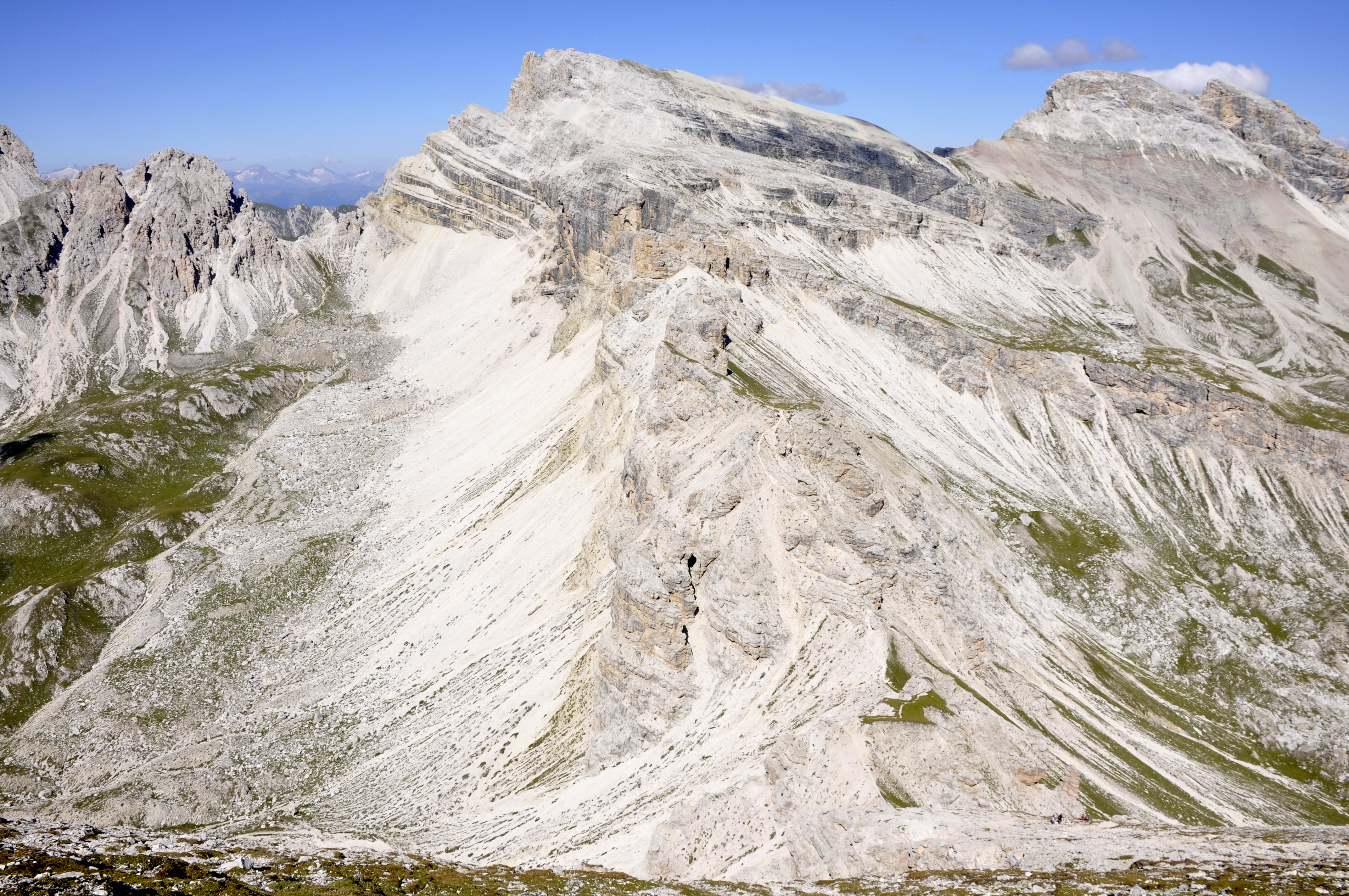
Piz Duleda.